# Panteão của Vương tộc Bragança
Panteão của Vương tộc Braganza (tiếng Bồ Đào Nha: Panteão da Casa de Bragança; tiếng Tây Ban Nha: Panteón de los Braganza) còn được gọi là Pantheon của Bragança (Panteão dos Bragança), là nơi an nghỉ cuối cùng của nhiều thành viên thuộc Vương tộc Bragança, nằm trong Tu viện São Vicente de Fora ở quận Alfama của Lisbon, Bồ Đào Nha. Nơi này dùng để chôn cất các vị Quân chủ Bồ Đào Nha, Hoàng đế Brasil, Vua Romania, các Phối ngẩu của quân chủ Bồ Đào Nha và một số infante quan trọng của Bồ Đào Nha.

## Lịch sử
Pantheon được tạo ra theo lệnh của Vua Ferdinand II của Bồ Đào Nha, biến khu ăn uống cũ của tu viện thành nơi chôn cất như ngày nay. Phần lớn các ngôi mộ nằm ở hai bên của đền thờ, và những ngôi mộ được thiết kế dưới dạng các hộp đá cẩm thạch đơn giản, với mỗi cụm là bốn ngôi mộ. Nếu mộ của vua chúa thì bên hông mộ có vương miện chạm khắc bằng vàng và trên cùng là một vương miện đặt phía trên đỉnh mộ. Những ngôi mộ ở lối đi giữa của đền thờ là của Carlos I của Bồ Đào Nha, Luís Filipe của Bồ Đào Nha, Manuel II của Bồ Đào Nha và Amélie của Orléans; hai vị tử vì đạo của vụ Ám sát Lisbon, vị vua cuối cùng của Bồ Đào Nha và vương hậu cuối cùng của Bồ Đào Nha.